# Heilig Hartbeeld (Steenbergen)
Het Heilig Hartbeeld is een standbeeld in de Nederlandse plaats Steenbergen, in de provincie Noord-Brabant.

## Achtergrond
In 1926 was bij op de speelplaats bij het weeshuis in Steenbergen een Heilig Hartbeeld opgericht ter gelegenheid van het 50-jarig professiefeest van zr. Anselma. Op initiatief van het comité van de Katholieke Sociale Actie werd een aantal jaren later een beeld bij de Sint-Gummaruskerk geplaatst. Het beeld werd gemaakt in atelier Cuypers & Co. in Roermond en in brons gegoten bij de Fonderie Nationale des Bronzes in Sint-Gillis.
Het beeld werd op 3 november 1929 geïntroniseerd door deken S.P. de Wit, die dat jaar zijn zilveren priesterjubileum vierde.

## Beschrijving
Het zes meter hoge bronzen beeld bestaat uit een Christusfiguur die blootsvoets op een halve wereldbol staat. Hij is gekleed in een gedrapeerd gewaad en omhangen met een mantel, die voor het lichaam langs hangt. Hij houdt zijn beide handen gespreid en toont in de palmen de stigmata, op zijn borst is het vlammend Heilig Hart zichtbaar. 
Het beeld staat op een drie meter hoge gemetselde, enigszins uitlopende sokkel. Een opschrift vermeldt: 

OPGERICHT
DOOR HET COM.
VAN DE K.S.A.
UIT DE GIFTEN
VAN DE KATHOL.
VAN STEENBERGEN
3 NOV. 1929